# 1213

## Починали
- Тамара, царица на Грузия